# Sahara (pel·lícula de 1943)
 Sahara  (títol original: Sahara) és una pel·lícula estatunidenca dirigida per Zoltan Korda el 1943. Humphrey Bogart hi interpreta el paper d'un cap de carro de combat durant la campanya d'Àfrica del Nord durant la Segona Guerra Mundial. Ha estat doblada al català.

## Argument
Durant la campanya de l'Àfrica, un petit grup de soldats aliats aïllats en un oasi resisteix acarnissadament els assalts d'una divisió alemanya assedegada.
Aquesta pel·lícula fet intervenir, de manera quasi al·legòrica, tots els països compromesos (o gairebé) en aquesta fase del conflicte mundial. S'hi troba en efecte un cap de carro de combat americà, soldats anglesos, sudanesos i de la França lliures, tots molt valents. Es troben igualment barrejats amb la història un soldat italià no molt valent en combat, i un aviador alemany nazi fanàtic, que arribarà fins i tot a trair el seu "aliat" italià...
Aquest fresc novel·lesc respira el patriotisme del temps de guerra. Els comportaments hi són caricaturats a l'extrem, el que s'explica a conseqüència de la sortida de la pel·lícula durant el conflicte (després del camp africà guanyat pels aliats). La pel·lícula aconsegueix tanmateix, a través d'aquests clixés, donar un Kit molt fort i personatges interessants.

## Repartiment
Americans
- Sergent Joe Gunn - Humphrey Bogart
- Jimmy Doyle - Dan Duryea
- 'Waco' Hoyt - Bruce Bennett

Anglesos, de la França lliure i sudanesos
- Capità Jason Halliday - Richard Nugent
- Fred Clarkson - Lloyd Bridges
- Osmond 'Ozzie' Bates - Patrick O'Moore
- Peter Stegman - Guy Kingsford
- Marty Williams - Carl Harbord
- Jean 'Frenchie' Leroux - Louis Mercier
- Sergent Major Tambul - Rex Ingram

Tropes de l'eix
- Giuseppe - J. Carrol Naish
- Capità von Schletow - Kurt Kreuger
- Major von Falken - John Wengraf

## Al voltant de la pel·lícula
Sahara s'inspira en Trinadtsat, 1936 – citat als crèdits -, film soviètic de Mikhail Romm, i inspirarà André De Toth, al seu western Last of the Comanches, 1953.

## Premis i nominacions

### Nominacions
- 1944: Oscar al millor actor secundari per J. Carrol Naish
- 1944: Oscar a la millor fotografia per Rudolph Maté
- 1944: Oscar a la millor edició de so John P. Livadary